# 国際東洋医療鍼灸学院
国際東洋医療鍼灸学院（こくさいとうよういりょうしんきゅうがくいん）は、大阪府岸和田市にある私立専修学校。
道を挟んで同一法人運営の国際東洋医療柔整学院がある。3年制で、募集人数は昼間部・夜間部とも約60人。
学科には鍼灸学科がある。所在地は、〒596-0076 大阪府岸和田市野田町2丁目2-8で、最寄り駅は、南海岸和田駅である。